# Suffixpronomen
Als Suffixpronomen bezeichnet man in der ägyptischen Grammatik eine spezielle Art von Pronomen, die an das Bezugswort angehängt werden, wobei man sie von ihrem Bezugswort in der Transkription gewöhnlich durch ein Gleichheitszeichen (=) trennt. Sie treten dabei hauptsächlich in den folgenden drei Funktionen auf:
- Als Ausdruck eines an ein Substantiv angehängten Besitzverhältnisses, zum Beispiel pr=f „sein Haus“;
- als Objekt einer Präposition, r=j „zu mir“;
- als Subjekt bestimmter finiter Verbformen: der sog. Suffixkonjugation im vorkoptischen Ägyptisch, (sḏm=k „du hörst“) und der dreiteiligen Konjugation im Koptischen.